# Clear for Action
Clear for Action est un jeu vidéo de type wargame conçu par Michael Stradley et publié par Avalon Hill en 1984 sur Atari 8-bit et TRS-80. Le jeu se déroule à la fin du XVIIIe siècle et au début du XIXe siècle et simule des batailles navales qui impliquent les principales puissances maritimes de l’époque, dont l’Angleterre, la France et les États-Unis. Il propose au total douze scénarios, incluant la bataille de Trafalgar, dans lesquels les joueurs peuvent contrôler un des 56 navires inclus dans le jeu. Il permet également au joueur de concevoir ses propres navires afin de créer d’autres scénarios, historiques ou hypothétiques. Il peut se jouer seul contre l’ordinateur, ou contre d’autres joueurs, jusqu’à un maximum de huit. Le jeu se déroule au tour par tour, chaque tour représentant une durée de une minute. Le jeu se déroule sur une carte divisée en cases carrées où sont représentés les différents navires. A chaque tour, le joueur doit notamment choisir la voilure de son navire, définir sa route, faire tirer et recharger ses canons, organiser son équipage et, le cas échéant, gérer les abordages.

## Système de jeu
Clear for Action est un wargame qui simule des batailles navales de la fin du XVIIIe siècle et du début du XIXe siècle qui impliquent les principales puissances maritimes de l’époque dont l’Angleterre, la France et les États-Unis. Il propose douze scénarios qui retracent des batailles historiques comme la bataille de Trafalgar. Il permet également au joueur de concevoir ses propres navires afin de créer des scénarios personnalisé basé ou non sur la réalité historique. Il inclut un mode solo qui permet au joueur d’affronter le programme dans des duels qui opposent deux navires. Il propose également un mode multijoueur qui permet à jusqu’à huit joueurs de s’affronter dans des batailles qui impliquent jusqu’à quatre navires par camps. Le jeu se déroule au tour par tour sur une carte constituée de cases carrées sur laquelle sont représentés les navires. Chaque tour correspond à une minute de combat et chaque case représente une distance comprise entre 20 et 200 mètres suivant la distance qui séparent les navires,. Le joueur peut d’abord faire changer la voilure et le cap de ses navires. Le programme exécute ensuite tous les mouvements simultanément. Le joueur peut alors ordonner aux canons de ses navires de faire feu et de recharger avec différents types de projectiles. Lorsque deux navires sont au contact, le joueur peut de plus commander l’abordage sur une carte représentant le pont du bateau. Tous les ordres peuvent être donnés avec le joystick ou le clavier,. L’équipage de chaque navire n’est pas suffisant pour gérer la voilure et tous les canons simultanément. Le joueur doit donc répartir ses hommes entre les différents postes suivant ses besoins, chaque changement prenant un certain temps. Le joueur doit également prendre en compte le moral et la qualité de son équipage. Le moral varie suivant les pertes et les dégâts subis par l’équipage et les différentes parties du navire et s’il chute sous la barre des 50 %, l’équipage risque de se rendre. La qualité de l’équipage influence la rapidité à laquelle il manœuvre le navire et recharge les canons, mais aussi son efficacité lors des abordages. 

## Développement et publication
Clear for Action est développé par Michael Stradley et publié par Avalon Hill en 1984 sur Atari 8-bit et TRS-80,.